# Lapphusträsket
Lapphusträsket är en sjö i Skellefteå kommun i Västerbotten och ingår i Sävaråns huvudavrinningsområde. Sjön har en area på 0,668 kvadratkilometer och ligger 314,1 meter över havet.

## Delavrinningsområde
Lapphusträsket ingår i det delavrinningsområde (717735-167611) som SMHI kallar för Utloppet av Lapphusträsket. Medelhöjden är 331 meter över havet och ytan är 5,39 kvadratkilometer. Det finns inga avrinningsområden uppströms utan avrinningsområdet är högsta punkten. Vattendraget som avvattnar avrinningsområdet har biflödesordning 2, vilket innebär att vattnet flödar genom totalt 2 vattendrag innan det når havet efter 131 kilometer. Avrinningsområdet består mestadels av skog (88 procent). Avrinningsområdet har 0,67 kvadratkilometer vattenytor vilket ger det en sjöprocent på 12,4 procent.